# Kleidotoma tomentosa
Kleidotoma tomentosa är en stekelart som först beskrevs av Giraud 1860.  Kleidotoma tomentosa ingår i släktet Kleidotoma, och familjen glattsteklar. Arten är reproducerande i Sverige.